# Comuna Vlad Țepeș, Călărași
Vlad Țepeș este o comună în județul Călărași, Muntenia, România, formată din satele Mihai Viteazu și Vlad Țepeș (reședința).

## Așezare
Comuna se află în centrul județului, pe malul stâng al râului Berza. Este traversată de șoseaua națională DN3, care leagă Călărașiul de București. Lângă satul Vlad Țepeș, din acest drum se ramifică șoseaua județeană DJ307A, care o leagă de Alexandru Odobescu și Independența (după care se termină în același DN3).

## Demografie
Componența etnică a comunei Vlad Țepeș
     Români (92,02%)
     Alte etnii (0,2%)
     Necunoscută (7,78%)
Componența confesională a comunei Vlad Țepeș
     Ortodocși (91,78%)
     Alte religii (0,1%)
     Necunoscută (8,12%)
Conform recensământului efectuat în 2021, populația comunei Vlad Țepeș se ridică la 2.031 de locuitori, în scădere față de recensământul anterior din 2011, când fuseseră înregistrați 2.336 de locuitori. Majoritatea locuitorilor sunt români (92,02%), iar pentru 7,78% nu se cunoaște apartenența etnică. Din punct de vedere confesional, majoritatea locuitorilor sunt ortodocși (91,78%), iar pentru 8,12% nu se cunoaște apartenența confesională.

## Politică și administrație
Comuna Vlad Țepeș este administrată de un primar și un consiliu local compus din 11 consilieri. Primarul, Marian Iliuță[*], de la Partidul Social Democrat, este în funcție din octombrie 2020. Începând cu alegerile locale din 2024, consiliul local are următoarea componență pe partide politice:
|  | Partid                    | Consilieri | Componența Consiliului | Componența Consiliului | Componența Consiliului | Componența Consiliului | Componența Consiliului | Componența Consiliului | Componența Consiliului | Componența Consiliului | Componența Consiliului |
|  | ------------------------- | ---------- | ---------------------- | ---------------------- | ---------------------- | ---------------------- | ---------------------- | ---------------------- | ---------------------- | ---------------------- | ---------------------- |
|  | Partidul Social Democrat  | 9          |                        |                        |                        |                        |                        |                        |                        |                        |                        |
|  | Partidul Național Liberal | 2          |                        |                        |                        |                        |                        |                        |                        |                        |                        |

## Istorie
La sfârșitul secolului al XIX-lea, comuna purta numele de Mihai Viteazu, făcea parte din plasa Borcea a județului Ialomița și avea în compunere satele Mihai Viteazu, Valea lui Ichim, Furciturile și Crucea Giurchii, având în total 2118 locuitori. În comună funcționau o biserică și o școală mixtă cu 52 de elevi (dintre care două fete). Anuarul Socec din 1925 consemnează comuna în plasa Lehliu a aceluiași județ, având în compunere satele Mihai Viteazu și Vlad Țepeș, după ce satul Crucea Giurchii s-a separat formând comuna Crucea. Populația comunei era de 3568 de locuitori. În 1931, satul Vlad Țepeș s-a separat, formând o comună de sine stătătoare. Ulterior, cele două comune s-au unit din nou, de data aceasta sub numele de Vlad Țepeș, după noua reședință.
În 1950, comuna Vlad Țepeș a fost inclusă în raionul Călărași din regiunea Ialomița și apoi (după 1952) din regiunea București. În 1968, ea a revenit la județul Ialomița, reînființat. În 1981, o reorganizare administrativă regională a dus la transferarea comunei la județul Călărași.